# Guxian Shuiku
Guxian Shuiku är en reservoar i Kina. Den ligger i provinsen Henan, i den centrala delen av landet, omkring 240 kilometer väster om provinshuvudstaden Zhengzhou. Trakten runt Guxian Shuiku består till största delen av jordbruksmark.
Genomsnittlig årsnederbörd är 715 millimeter. Den regnigaste månaden är juli, med i genomsnitt 138 mm nederbörd, och den torraste är januari, med 3 mm nederbörd.